# Terry (Montana)
Terry és una població dels Estats Units a l'estat de Montana. Segons el cens del 2000 tenia 611 habitants.

## Demografia
Segons el cens del 2000, Terry tenia 611 habitants, 294 habitatges, i 171 famílies. La densitat de població era de 332,3 habitants per km².
Dels 294 habitatges en un 18,7% hi vivien nens de menys de 18 anys, en un 53,1% hi vivien parelles casades, en un 3,7% dones solteres, i en un 41,5% no eren unitats familiars. En el 39,1% dels habitatges hi vivien persones soles el 23,5% de les quals corresponia a persones de 65 anys o més que vivien soles. El nombre mitjà de persones vivint en cada habitatge era de 2 i el nombre mitjà de persones que vivien en cada família era de 2,62.
Per edats la població es repartia de la següent manera: un 17,2% tenia menys de 18 anys, un 3,6% entre 18 i 24, un 15,1% entre 25 i 44, un 32,9% de 45 a 60 i un 31,3% 65 anys o més.
L'edat mediana era de 53 anys. Per cada 100 dones de 18 o més anys hi havia 93,9 homes.
La renda mediana per habitatge era de 25.294 $ i la renda mediana per família de 34.531 $. Els homes tenien una renda mediana de 25.938 $ mentre que les dones 21.538 $. La renda per capita de la població era de 15.093 $. Aproximadament el 3,5% de les famílies i el 8,4% de la població estaven per davall del llindar de pobresa.

## Poblacions més properes
El següent diagrama mostra les poblacions més properes.